# Aldo Urbani
Aldo Urbani (Viterbo, 28 settembre 1896 – Roma, 5 aprile 1973) è stato un generale italiano che, all’apice della sua carriera, giunse a ricoprire l’incarico di capo di stato maggiore dell'Aeronautica, incarico di vertice della forza armata.

## Biografia
Nato a Viterbo il 28 settembre 1896 da un valoroso Ufficiale superiore del Regio Esercito, Aldo Urbani ha frequentato la Scuola militare di Modena (poi Accademia militare di Modena), diventando sottotenente di carriera degli Alpini dal 30 novembre 1916. Inviato al fronte e, dopo aver frequentato un breve corso presso un Gruppo Aerostieri, prese parte alle operazioni come Tenente Osservatore dal Drachen.
Viene nominato ufficiale di bordo di dirigibile nell'agosto 1920, transitando nella Regia Aeronautica dal 1923, dal 28 maggio 1924 osservatore di aeroplano, consegue il brevetto di pilota di idrovolante il 9 febbraio 1928 e quello di pilota militare il 15 maggio successivo conseguendo il grado di Maggiore. Dopo aver prestato servizio all'Accademia Aeronautica dal 1931 con il grado di Tenente Colonnello come Comandante in seconda ed in seguito Comandante, dal 1935 con il grado di Colonnello al 19º Stormo ed al 10º Stormo, viene nominato capo di stato maggiore dell'Aeronautica della Libia fra il 1936 ed il luglio 1937, sottocapo di stato maggiore dell'Africa Settentrionale Italiana, Generale di Brigata Aerea dal 1938 ed infine comandante dell'Aeronautica della Libia - Ovest nel 1939.
Dal dicembre 1939 fino all'8 settembre 1943 ha ricoperto l'incarico di capo di Gabinetto del Ministero dell'aeronautica arrivando al grado di Generale di Divisione Aerea nel 1941, con una pausa tra il gennaio 1942 e l'aprile 1943, quando ha comandato l'Aeronautica della Sardegna - ASAR.
Dopo l'Armistizio di Cassibile si sottrae alla cattura da parte dei tedeschi. Nel 1946 diventa Generale di Squadra Aerea, dal giugno 1948 viene assegnato al Segretario generale del Ministro e nel mese di ottobre va al Consiglio superiore delle forze armate.
Dal 15 febbraio del 1949 è Segretario generale dell'Aeronautica, dal 5 febbraio 1951 diventa il Capo di stato maggiore dell'Aeronautica fino al 10 novembre 1954. Decorato di una medaglia d'argento al valor militare, è morto il 5 aprile 1973 a Roma.